# Dacrycarpus dacrydioides
Dacrycarpus dacrydioides (Maori: kahikatea, Engels: white pine)  is een conifeer uit de familie Podocarpaceae. De boom kan een groeihoogte bereiken tot 65 meter en heeft een smalle kegelvormige kroon. De schors heeft een grijze tot donkergrijze kleur. In moerassige omstandigheden vormen de wortels vaak uitgroeisels die boven de grond uitsteken rond de basis van de boom. De soort staat op de Rode Lijst van de IUCN geklasseerd als 'niet bedreigd'.
De soort is endemisch in Nieuw-Zeeland. Hij komt voor op het Noordereiland, het Zuidereiland en het daar ten zuiden van liggende Stewarteiland. Hij groeit daar in laaglandbossen en af en toe uit in lagere bergbossen.
Uit de boom wordt een hars verkregen die als kauwgom gebruikt wordt. De bladeren worden gebruikt voor medicinale stoombaden. Een aftreksel van schorssnippers in kokend water is een goed middel om huidziekten te behandelen. De schors wordt gebruikt in een recept voor een lotion om op blauwe plekken te smeren. De roet die vrijkomt bij verbranding van het kernhout wordt gebruikt als kleurstof voor tatoeages. Wanneer deze roet gemengd wordt met olie kan het worden gebruikt als zwarte verf. Het hout werd traditioneel gebruikt door de Maori's om wapens en kano's (waka) te maken.